# Марко Ећимовић
Марко Ећимовић (Мандра, код Сокоца, 19. јануар 1909 — Вучево, код Фоче, 8. јун 1943), учесник Народноослободилачке борбе и народни херој Југославије.

## Биографија
Рођен је 19. јануара 1909. године у селу Мандра, код Сокоца. Иако је потицао из имућне сељачке породице, после основне школе се није даље школовао, већ је остао кући и бавио се земљорадњом. Године 1932. је ступио у жандармеријску служби и све до 1936. године радио као жандармеријски поднаредник. Потом је напустио служби у поново се бавио земљорадњом.
Иако је био земљорадник, укључио се у политички живот – био је члан Земљорадничке странке. Припадао је левом крилу Земљорадничке странке, под вођством Драгољуба Јовановића, а касније се прикључио комунистима. Члан Комунистичке партије Југославије (КПЈ) постао је 1940. године.
После окупације Краљевине Југославије, априла 1941. године, заједно са другим комунистима на Романији је радио на организовању устанка – прикупља оружје и муницију и припрема људе за устанак. Јула 1941. године на Гласинцу је прихватио Славишу Вајнера Чичу, Слободана Принципа Сељу и друге сарајевске комунисте, који су дошли на Романију да помогну организовање устанка у овом крају.
После ослобођења Сокоца, 25. августа 1941. године, у Подроманији, у војној касарни су биле организоване партизанске радионице, међу којима и прва радионица ручних бомби, а Марко је био постављен за команданта ове касарне. У овој касарни су били смештени и домобрани које су заробљавали борци Романијског партизанског одреда. Марта 1942. године, када је формиран Први ударни батаљон, Марко је ушао у састав овог батаљона прво као командир вода, а нешто касније и командир Четврте чете. Почетком 1943. године, био је постављен за команданта Трећег батаљона Шесте источнобосанске ударне бригаде.
Још од почетка устанка, у првим акцијама на Романији истицао се као храбар борац, а посебно се истакао, августа 1941. године, приликом на Соколац. Истакао се и маја 1942. године у борби с четницима код Округлице, као и у борби с усташама на Хан-Погледу. Приликом напада на Власеницу, јуна 1942. године, Марко је са својом четом извршио јуриш и за кратко време уништио непријатељско упориште. Његова чета се истакла и у борби против усташа код Милића, када је убијено и заробљено тридесет усташа.
Новембра 1942. године, Шеста источнобосанска бригада је прешла у Срем, и одмах потом водила тешку борбу са Немцима у Босутским шумама. Његова чета се тада изненада нашла лицем у лице с немачком колоном, у тренутку када је бригада била на одмору. Иако су Немци били многобројнији и боље наоружани, Марко је тада с четом кренуо у јуриш и изненадивши непријатеља направио продор кроз његову колону. Његов брз и силовит јуриш омогућио је бригади да се среди и организовано нападне непријатеља. У тој борби извојевана је велика победа над Немцима и убијено је и рањено око 200 немачких војника, заплењена три бацача, седам митраљеза и много другог оружја и муниције.
После повратка из Срема, Марко се истакао са својом четом и у борби с четницима на Малешевцима, на Мајевици. Ова борба је представљала слом четника на Мајевици, јер је убијено 128, рањено 160 и заробљено око 400 четника, међу којима и велики број њихових командира и команданата. Марко се са својим батаљоном истакао и у борби с усташама на Хан-Краму, почетком 1943. године, када је разбио једну усташку бојну коју је Анте Павелић одликовао за почињене злочине на Козари.
У току Пете непријатељске офанзиве, 24. маја 1943. године, Марко је са својим батаљоном освојио положаје код села Кушлат, недалеко од Челебића – бомбама и борбом прса у прса, натерао је Немце у бекство. Тада је батаљон убио 55 и заробио 19 немачких војника. После завршетка ове борбе, у време рашчишћавања околних шума и покушаја да се повеже с командантом Београдског батаљона Прве пролетерске ударне бригаде, Марко је био тешко рањен. Умро је 8. јуна 1943. године на Вучеву, у најтежем периоду борбе на Сутјесци.
Књижевник Чедомир Миндеровић записао је у свом ратном дневнику последње тренутке рањеног Ећимовића:
| „ | Марко Ећимовић, командант нашег Трећег батаљона, састављеног углавном од сељака Романијаца, изгледа да неће преживету рану задобијену у борбама код Бакића. Доспео је са обала Пиве овде, на вучевски гребен, међу последњим тешким рањеницима, али је јуче нагло почела да му точи крв из ране. Рањен је кроз грло и вилицу - не може нормално да прима храну. Лежао је на ивици шуме коју су бомбардовали и митраљирали авиони, а крв му је цурела из ране на земљу. Кад је стигао доктор Јовановић, лежао је већ у локви крви. | ” |

Указом Президијума Народне скупштине Федеративне Народне Републике Југославије, 20. децембра 1951. године, проглашен је за народног хероја.